# آنپون
آنپون (به فرانسوی: Annepont) یک کمون در فرانسه است که در canton of Saint-Savinien واقع شده‌است. آنپون ۸٫۸۱ کیلومتر مربع مساحت دارد ۱۴ متر بالاتر از سطح دریا واقع شده‌است.